# Cracked Actor (Live Los Angeles '74)
Cracked Actor (Live Los Angeles '74) es el segundo álbum en vivo póstumo del artista británico David Bowie, lanzado en abril de 2017. Fue grabado en 1974 en el marco de la Gira Diamond Dogs, y contiene material del documental Cracked Actor.
Fue producido por Bowie en y remezclado por Tony Visconti.

## Lista de canciones
| N.º | Título                                                   | Duración |  |
| 1.  | «Introduction»                                           | 1:47     |  |
| 2.  | «1984»                                                   | 2:55     |  |
| 3.  | «Rebel Rebel»                                            | 2:31     |  |
| 4.  | «Moonage Daydream»                                       | 5:17     |  |
| 5.  | «Sweet Thing / Candidate / Sweet Thing (Reprise)»        | 7:41     |  |
| 6.  | «Changes»                                                | 3:47     |  |
| 7.  | «Suffragette City»                                       | 3:49     |  |
| 8.  | «Aladdin Sane» (ending with On Broadway)                 | 5:01     |  |
| 9.  | «All the Young Dudes»                                    | 4:09     |  |
| 10. | «Cracked Actor»                                          | 3:20     |  |
| 11. | «Rock 'n' Roll with Me» (Bowie, Warren Peace)            | 4:54     |  |
| 12. | «Knock On Wood» (Steve Cropper, Eddie Floyd)             | 3:16     |  |
| 13. | «It's Gonna Be Me»                                       | 7:11     |  |
| 14. | «Space Oddity»                                           | 5:23     |  |
| 15. | «Future Legend/Diamond Dogs»                             | 6:58     |  |
| 16. | «Big Brother/Chant Of The Ever-Circling Skeletal Family» | 4:05     |  |
| 17. | «Time»                                                   | 5:44     |  |
| 18. | «The Jean Genie»                                         | 5:45     |  |
| 19. | «Rock 'n' Roll Suicide»                                  | 5:10     |  |
| 20. | «John, I'm Only Dancing (Again)»                         | 8:41     |  |